# Cinabarit

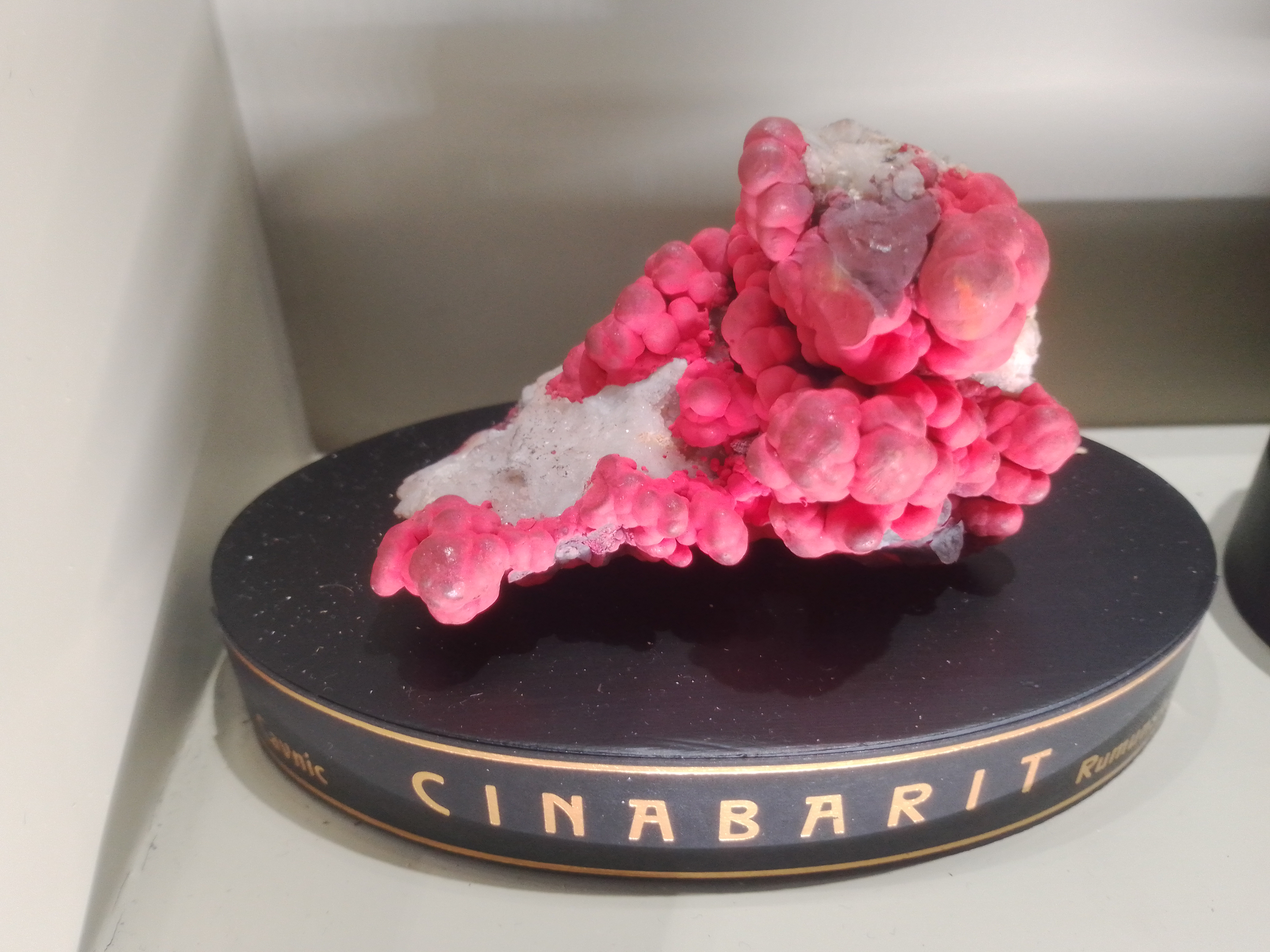
cinabarit v národním muzeu v Praze

Cinabarit (rumělka) (Theofrastos, 315 př. n. l.), chemický vzorec HgS (sulfid rtuťnatý), je klencový minerál. Název je  historický, pravděpodobně pochází z Indie. Jiný pramen uvádí perský původ, zinjifrah – ztracený. Starší český název je rumělka, podle barvy minerálu.

## Původ
Hydrotermální, vysrážením v nízkoteplotní fázi, vzniká v různých asociacích (ryzí rtuť, markazit, opál, antimon) za teplot kolem 100 °C. Zřídka druhotný minerál.

## Morfologie
Krystaly tabulkovité, romboedrické, trapezoedrické, dvojčatné srůsty. Dále zrnité, masivní, zemité agregáty, pseudomorfózy.

## Vlastnosti
- Fyzikální vlastnosti: Tvrdost 2–2,5 (lze rýpat nehtem), hustota 8,1 g/cm³ (kolísá podle příměsí), štěpnost dokonalá podle {1010}, lom nerovný, tříštivý.
- Optické vlastnosti: Barva: červená, červenohnědá. Lesk na štěpných a krystalových plochách diamantový, jinak matný, průhlednost: průsvitný, vryp červený, index lomu 2,90 (řádný paprsek), 3,2 (mimořádný paprsek), opticky pozitivní.
- Chemické vlastnosti: Složení: Hg 86,22 %, S 13,78 %, příměsi Se, Te, Sb, bitumeny. Prášek žíhaný v baničce se stejným množstvím sody dává na stěnách baničky lesklé rtuťové zrcadlo. Před dmuchavkou zcela vyprchá.

## Podobné minerály
realgar, proustit, kuprit, rutil, hematit aj.

## Parageneze
- stříbro, realgar, pyrit, markazit, stibnit, opál, chalcedon, baryt, dolomit, kalcit

## Získávání
Většina rtuti vytěžené lidmi od starověku pochází z velikého ložiska cinabaritu v Almadénu ve Španělsku, kde se nachází v kvarcitech. Dalším historicky důležitým evropským ložiskem cinabaritu byla Idrija ve Slovinsku, kde je velmi jemnozrnný cinabarit rozptýlen v břidlicích. Současná těžba je dnes orientována na veliká ložiska v USA za použití moderních těžařských přístrojů.

## Využití
Jedná se o hlavní rudu rtuti. Rtuť se získává pražením cinabaritu, kdy dojde k evaporaci vázané síry. Následně proběhne destilace usazeného zbytku, ze kterého se získá čistá rtuť. Cinabarit nemusí však vždy sloužit pouze jako surovina rtuti. Ve středověku z něj byl vyráběn velmi ceněný červený práškový pigment, který se hojně používal jako barvivo. Lze najít i velice pěkné a vzácné sběratelsky atraktivní kusy.

## Naleziště
Hojný minerál.
- Česko – ojediněle Jedová hora u Hořovic, Horní Luby
- Slovensko – Rudňany, Nižná Slaná, Poproč, Malachov, Králíky
- Německo – Moschellandberg
- Itálie – Monte Amiata, Ripa
- Slovinsko – Idria
- USA – New Almaden, New Indria
- a další.